# Jastreb (ort)
Jastreb är en ort i Montenegro. Den ligger i den centrala delen av landet. Jastreb ligger 50 meter över havet och antalet invånare är 278.
Terrängen runt Jastreb är varierad. Omgivningarna runt Jastreb är en mosaik av jordbruksmark och naturlig växtlighet.